# ورانا (فرمانده نظامی)
ورانا (درگذشتهٔ ۱۴۵۸ میلادی)، که در تاریخ به عنوان ورانا کنتی (به معنای تحت‌اللفظی، کنت ورانا) شناخته می‌شود، از فرماندهان برجستهٔ نظامی آلبانیایی بود که در جنگ‌های آلبانی-ترکیه به عنوان یکی از فرماندهان وفادار اسکندربیگ، مشاور نزدیک او، نقش مهمی ایفا کرد.
او احتمالاً به طبقهٔ اربابان کوچک تعلق داشت که با خانوادهٔ کستریوتی پیوند داشتند و شاید از تبار مشترکی (فیس) با آنها برخوردار بود. در دوران جوانی، به عنوان مزدور در ارتش‌های آلفونسو نجیب جنگید. اصطلاح "کنت" که در تاریخ از او یاد شده است، به معنای عنوان رسمی او نبود، بلکه به جایگاه و اهمیت او اشاره داشت.